# Indonesien (dokumentarfilm)
Indonesien er en dansk dokumentarfilm fra 1991 instrueret af Linda Mira Hansen.

## Handling
En 16-årig dansk pige rejser til Indonesien, hvor hun helhjertet og med nogen uskyld involverer sig i indonesisk kultur. Den udbredte fattigdom og de sociale skel gør et stærkt indtryk på hende. I løbet af kort tid behersker hun sproget og for yderligere at identificere sig med den fremmede kultur, lærer hun sig indonesiske danse, ligesom hun deltager i islamiske ritualer.